# Bansko
Bansko (bułg. Банско) – miasto w południowo-zachodniej Bułgarii, w obwodzie błagojewgradzkim. Stolica gminy Bansko. U podnóża Pirynu na wysokości 936 m n.p.m. Zamieszkane przez 9254 osób (2016). W mieście znajduje się ośrodek sportów zimowych. W 2007 roku miasto było organizatorem Mistrzostw Europy w Biathlonie.

## Legendy
Istnieje kilka legend związanych z miastem Bansko. Według jednej z nich, Bansko zostało założone przez ludzi, którzy mieszkali we wsi Dobarsko, znajdującej się w paśmie górskim Riła. Inna legenda twierdzi, że Bansko zostało założone przez włoskiego malarza który nazywał się Ciociolino.
Jednak według innej wersji było to plemię słowiańskie zwane Peruns, które mieszkało w wiosce Pirin i wierzyło w Peruna boga grzmotów i piorunów. Istnieje wiele tekstów etnograficznych, legend, modlitw które nadają większego  prawdopodobieństwa tej legendzie.

## Historia
Archeologiczne ślady mieszkańców Banska i Razłogu przypadają na okres Cesarstwa Rzymskiego. Przetrwało kilka budynków mieszkalnych na obrzeżach miasta, które pochodzą z 100r p.n.e. Jednakże niewiadome jest jacy ludzie zamieszkiwali te budynki w tamtych latach.
Bułgarski kościół wspólnoty ewangelickiej, pierwszy protestancki kościół w Bułgarii, został założony w Bansku w dniu 6 sierpnia 1868 roku.
Do dnia 5 października 1912 roku Bansko było częścią Imperium Osmańskiego. Miasto było rządzone przez zgromadzenie seniorów, podczas gdy wymiar sprawiedliwości był sprawowany przez sędziego tureckiego z Razłogu.

## Bansko dziś

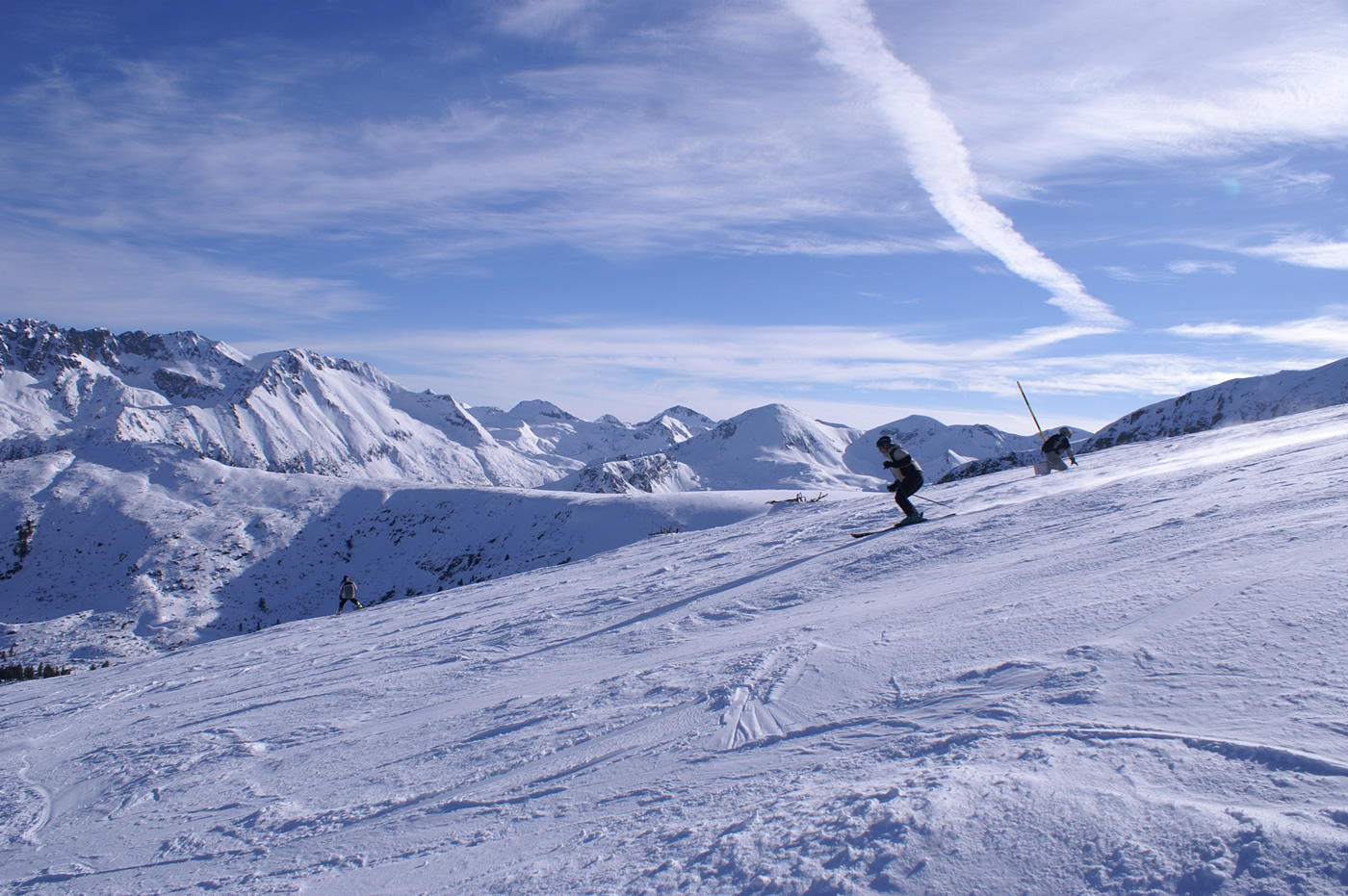
Widoki ze stoków w Bansko

Dawniej Bansko słynne głównie z hodowli zwierząt i handlu. Jednak obecnie jest centrum turystycznym i dużym ośrodkiem sportów zimowych. Górskie szczyty w pobliżu miasta, liczne jeziora i lasy sosnowe uczyniło Bansko popularnym miejscem wypoczynku. W ostatnich latach miasto zyskało międzynarodową popularność dzięki organizacji festiwalu  jazzowego Bansko Jazz Festival oraz z corocznego koncertu muzyki pop w którym występują największe gwiazdy pop. W pobliżu Banska w miejscowości Bania znajdują się gorące wody termalne znane z 27 minerałów.
Nowa kolejka gondolowa została zbudowana w 2003 roku, w celu zastąpienia mini busa jeżdżącego do dolnej stacji ośrodka narciarskiego Todorka. Kurort ten oferuje trasy dla wszystkich grup narciarskich, od ekstremalnie trudnych „czarnych” po najłatwiejsze „zielone”. Bansko od sezonu zimowego 2008/09 organizuje zawody w narciarstwie alpejskim, zaś zawody w biatlonie były organizowane znacznie wcześniej.  W 2007 roku miasto było organizatorem Mistrzostw Europy w Biathlonie. Bansko ubiega się również o organizację mistrzostw świata w biatlonie.
Od 2001 roku w listopadzie odbywa się w Bansku Międzynarodowy Festiwal Filmów Górskich.

## Kryzys deweloperski

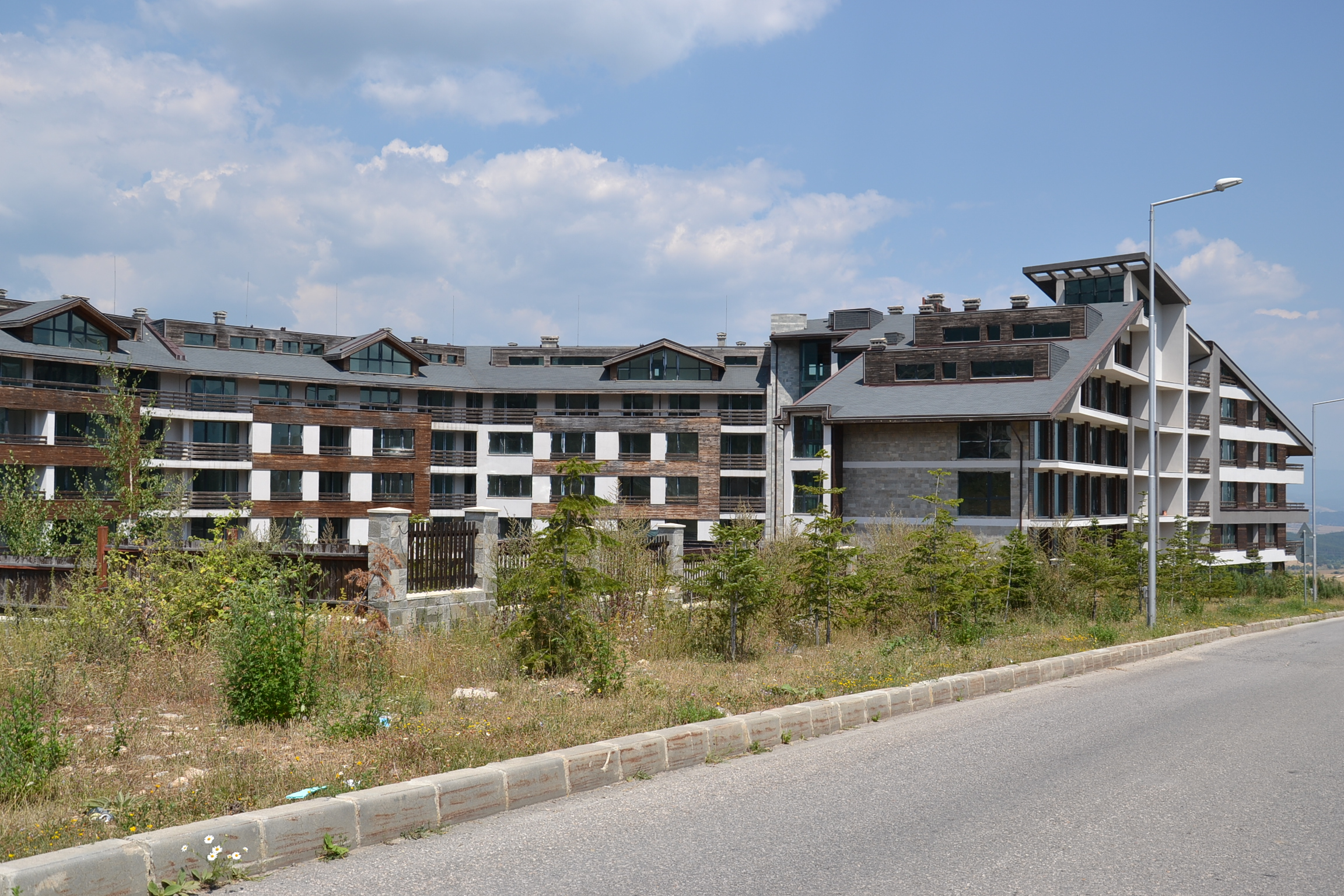
Niedokończone hotele w Bansku

W mieście zaczęto budowę nowych mieszkań przez zagranicznych inwestorów skuszonych szybkim rozwojem ośrodka narciarskiego. Jednak W 2009 r. z powodu kryzysu finansowego liczba turystów spadła drastycznie, wiele budynków zostało niedokończonych a inwestorzy się wycofali. Ze względu na brak nadzoru przez urząd miasta, obecnie jest ponad 100 budynków niedokończonych, bez większej możliwości wynajęcia lub kupienia. Wiele budynków nie ma dróg dojazdowych, kanalizacji, a nawet energii elektrycznej. Miasto będzie musiało podjąć trudną decyzję, czy budynki zostaną wyburzone czy też pozostaną na swoim miejscu czekając na lepsze czasy.

## Miasta partnerskie
- Zakopane